# Exocentrus alboseriatipennis
Exocentrus alboseriatipennis es una especie de escarabajo longicornio perteneciente al género Exocentrus, categorizada en la tribu Exocentrini, de la subfamilia Lamiinae.
Mide 5 mm de longitud. Un ejemplar de la especie se encuentra en la Academia de Ciencias de California y en el museo de Historia Natural y Cultural del Estado de Hawái.

## Taxonomía
Se atribuye su descripción al entomólogo de origen austríaco Stephan von Breuning, quien la citó por primera vez en 1960. La especie aparece registrada en la sección Neue Cerambyciden aus den Sammlungen des zoologischen Museums der Humboldt-Universität zu Berlin (Coleoptera, Cerambycidae) Zweiter Teil de Mitteilungen aus dem Zoologischen Museum in Berlin, 36 (2) 2: p. 463–486, f. 3, publicada por Breuning Stephan en 1960.

## Distribución
Se distribuye por África, específicamente en Camerún.